# Adib Jatene
Adib Domingos Jatene (né le 4 juin 1929 à Xapuri et décédé le 14 novembre 2014 à São Paulo) est un médecin brésilien d'origine libanaise, spécialisé dans la chirurgie du thorax, professeur d'université et l'un des fondateurs de l'Institut du cœur à l'université de São Paulo.
Jatene fut secrétaire à la Santé de la ville de São Paulo et ministre de la Santé dans le gouvernement de Fernando Henrique Cardoso. Il est membre de l'Académie nationale de médecine du Brésil.